# 揚儀韶
揚儀韶（？—？），江西清江縣人。清朝進士。

## 生平
揚儀韶於道光二十七年（1847年）考中丁未科張之萬榜三甲進士，余事不詳。

## 家族
父揚鴻為嘉慶年間進士，官至浙江龍遊縣知縣。